# ماریکا هاسه
ماریکا هاسه (انگلیسی: Marica Hase؛ زاده ۲۶ سپتامبر ۱۹۸۱) یک بازیگر پورنوگرافی است.